# Las Martras de Varenas
Martres-sur-Morge és un municipi francès situat al departament del Puèi Domat i a la regió d'Alvèrnia-Roine-Alps. L'any 2007 tenia 521 habitants.

## Demografia

### Població
El 2007 la població de fet de Martres-sur-Morge era de 521 persones. Hi havia 213 famílies de les quals 54 eren unipersonals (31 homes vivint sols i 23 dones vivint soles), 62 parelles sense fills, 66 parelles amb fills i 31 famílies monoparentals amb fills.
La població ha evolucionat segons el següent gràfic:
Habitants censats

### Habitatges
El 2007 hi havia 251 habitatges, 217 eren l'habitatge principal de la família, 14 eren segones residències i 20 estaven desocupats. 242 eren cases i 8 eren apartaments. Dels 217 habitatges principals, 179 estaven ocupats pels seus propietaris, 35 estaven llogats i ocupats pels llogaters i 3 estaven cedits a títol gratuït; 10 tenien dues cambres, 21 en tenien tres, 67 en tenien quatre i 119 en tenien cinc o més. 186 habitatges disposaven pel capbaix d'una plaça de pàrquing. A 86 habitatges hi havia un automòbil i a 118 n'hi havia dos o més.

### Piràmide de població
La piràmide de població per edats i sexe el 2009 era:
| Homes | Edats   | Dones |
| ----- | ------- | ----- |
| 0     | 95 o +  | 0     |
| 0     | 90 a 94 | 4     |
| 4     | 85 a 89 | 8     |
| 4     | 80 a 84 | 8     |
| 4     | 75 a 79 | 12    |
| 12    | 70 a 74 | 8     |
| 16    | 65 a 69 | 16    |
| 8     | 60 a 64 | 0     |
| 8     | 55 a 59 | 8     |
| 16    | 50 a 54 | 16    |
| 24    | 45 a 49 | 12    |
| 32    | 40 a 44 | 32    |
| 20    | 35 a 39 | 16    |
| 20    | 30 a 34 | 16    |
| 4     | 25 a 29 | 12    |
| 12    | 20 a 24 | 8     |
| 20    | 15 a 19 | 28    |
| 20    | 10 a 14 | 16    |
| 12    | 5 a 9   | 16    |
| 4     | 0 a 4   | 8     |

## Economia
El 2007 la població en edat de treballar era de 348 persones, 280 eren actives i 68 eren inactives. De les 280 persones actives 254 estaven ocupades (141 homes i 113 dones) i 26 estaven aturades (14 homes i 12 dones). De les 68 persones inactives 32 estaven jubilades, 19 estaven estudiant i 17 estaven classificades com a «altres inactius».

### Ingressos
El 2009 a Martres-sur-Morge hi havia 221 unitats fiscals que integraven 544,5 persones, la mediana anual d'ingressos fiscals per persona era de 19.223 €.

### Activitats econòmiques
Dels 12 establiments que hi havia el 2007, 5 eren d'empreses de construcció, 2 d'empreses de comerç i reparació d'automòbils, 1 d'una empresa de serveis, 2 d'entitats de l'administració pública i 2 d'empreses classificades com a «altres activitats de serveis».
Dels 6 establiments de servei als particulars que hi havia el 2009, 1 era un paleta, 2 fusteries, 1 lampisteria, 1 electricista i 1 perruqueria.
Dels 2 establiments comercials que hi havia el 2009, 1 era una botiga de menys de 120 m² i 1 una peixateria.
L'any 2000 a Martres-sur-Morge hi havia 17 explotacions agrícoles que ocupaven un total de 364 hectàrees.

## Equipaments sanitaris i escolars
El 2009 hi havia una escola elemental.

## Poblacions més properes
El següent diagrama mostra les poblacions més properes.